# Minerva Fabienne Hase
Minerva Fabienne Hase (Berlino, 10 giugno 1999) è una pattinatrice artistica su ghiaccio tedesca. Insieme a Nikita Volodin ha vinto l'argento al Campionato mondiale nel 2025 e il bronzo nel 2024 nella gara delle coppie. I pattinatori hanno vinto l'oro al Campionato europeo nel 2025 e due ori finale del Grand Prix, nel 2023 e nel 2024. Con il precedente partner, Nolan Seegert, Hase ha vinto tre volte il campionato nazionale tedesco (2019, 2020 e 2022).

## Palmarès
GP: Grand Prix; CS: Challenger Series

### Coppie con Volodin
| Internazionali          | Internazionali | Internazionali |
| Evento                  | 2023–24        | 2024-25        |
| ----------------------- | -------------- | -------------- |
| Campionati mondiali     | 3°             | 2°             |
| Campionati europei      | 5°             | 1°             |
| GP Finale               | 1°             | 1°             |
| GP Cup of China         |                | 2°             |
| GP NHK Trophy           | 1°             |                |
| GP della Finlandia      | 1°             |                |
| GP Trophée Eric Bompard |                | 1°             |
| CS Lombardia Trophy     | 2°             |                |
| CS Nebelhorn Trophy     | 1°             | 1°             |
| CS Trophée de Nice      |                | 1°             |
| Budapest Trophy         | 1°             |                |
| Nazionali               |                |                |
| Campionati tedeschi     | 1°             | 1°             |

### Coppie con Seegert

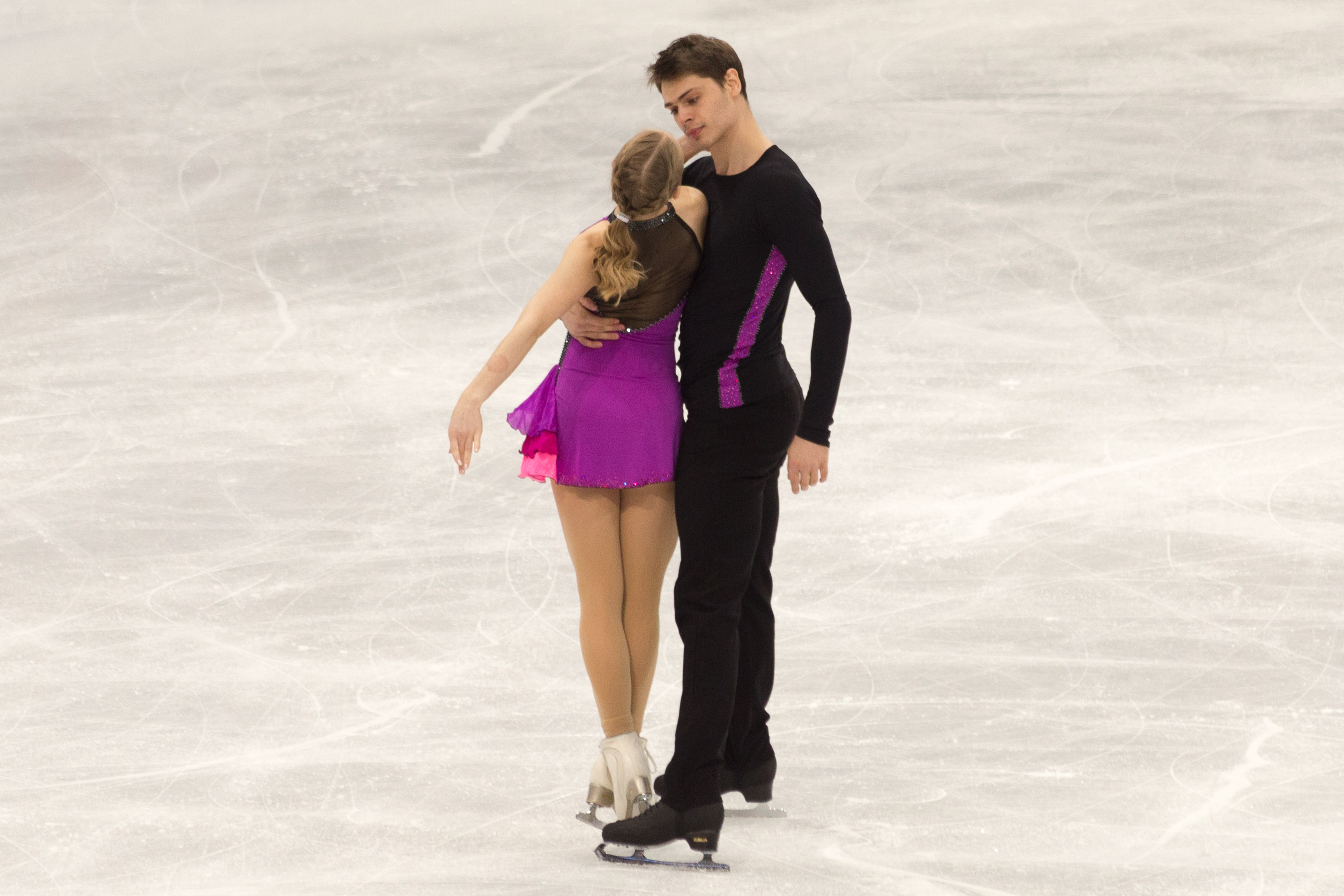
Hase e Seegert al Campionato del mondo nel 2017.

| Internazionali                                     | Internazionali | Internazionali | Internazionali | Internazionali | Internazionali | Internazionali | Internazionali | Internazionali |
| Evento                                             | 2014–15        | 2015–16        | 2016–17        | 2017–18        | 2018–19        | 2019–20        | 2020–21        | 2021–22        |
| -------------------------------------------------- | -------------- | -------------- | -------------- | -------------- | -------------- | -------------- | -------------- | -------------- |
| Giochi olimpici invernali                          |                |                |                |                |                |                |                | 16°            |
| Campionati mondiali                                |                |                | 19°            |                | 13°            | C              | R              | 5°             |
| Campionati europei                                 | 11°            |                | 12°            |                | 6°             | 5°             |                | 8°             |
| GP Trophée Eric Bompard                            |                |                |                |                | 7°             | 7°             | C              |                |
| GP NHK Trophy                                      |                |                |                |                |                |                |                | 7°             |
| GP Rostelecom Cup                                  |                |                |                |                |                | 3°             |                |                |
| GP Skate America                                   |                |                |                |                | 5°             |                |                |                |
| GP Skate Canada                                    |                |                |                |                |                |                |                | 5°             |
| CS Finlandia Trophy                                |                |                | 7°             | 8°             |                |                |                | 7°             |
| CS Golden Spin                                     |                |                |                |                | 4°             | 3°             |                |                |
| CS Ice Star                                        |                |                |                | 4°             |                |                |                |                |
| CS Nebelhorn Trophy                                |                | 6°             | 6°             |                | 4°             | 5°             | R              | 1°             |
| CS Tallinn Trophy                                  |                | 6°             |                |                |                |                |                |                |
| CS Warsaw Cup                                      |                |                | 3°             | 3°             |                |                |                |                |
| Bavarian Open                                      |                | 2°             |                |                |                |                |                |                |
| Challenge Cup                                      | 3°             |                |                |                | 1°             |                | R              |                |
| Cup of Nice                                        |                | 4°             |                |                |                |                |                |                |
| Cup of Tyrol                                       |                |                | 3°             |                |                |                |                |                |
| NRW Trophy                                         | 3°             | 1°             | 1°             |                |                |                | 2°             |                |
| Sarajevo Open                                      |                | 2°             |                |                |                |                |                |                |
| Toruń Cup                                          | 3°             |                | 4°             |                |                |                |                |                |
| Nazionali                                          |                |                |                |                |                |                |                |                |
| Campionati tedeschi                                | 2°             | 3°             |                | 2°             | 1°             | 1°             | R              | 1°             |
| Eventi a squadre                                   |                |                |                |                |                |                |                |                |
| Giochi olimpici invernali                          |                |                |                |                |                |                |                | R              |
| A = Assegnati; R = Ritirati; C = Evento cancellato |                |                |                |                |                |                |                |                |

### Individuale femminile
| Internazionali                             | Internazionali | Internazionali | Internazionali |
| Evento                                     | 2012–13        | 2013–14        | 2015–16        |
| ------------------------------------------ | -------------- | -------------- | -------------- |
| Coupe du Printemps                         | 11° N          |                |                |
| NRW Trophy                                 | 15° N          |                |                |
| Warsaw Cup                                 |                | 5° N           |                |
| Nazionali                                  |                |                |                |
| Campionati tedeschi                        |                |                | 5° J           |
| Categorie: N = Advanced novice; J = Junior |                |                |                |